# Alexandru Dedov
Alexandru Dedov (n. 26 iulie 1989, Chișinău) este un fotbalist internațional moldovean, care în prezent evoluează la clubul A.S.A. Târgu Mureș pe postul de mijlocaș.

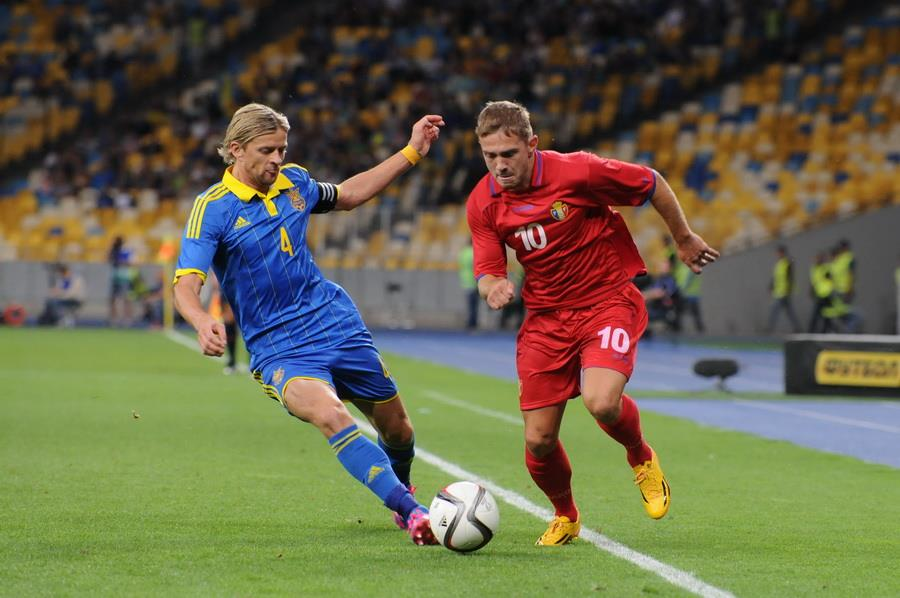
Alexandru Dedov (dreapta) în duel cu fotbalistul ucrainean Anatoli Tîmoșciuk, 3 septembrie 2014

## Palmares
Zimbru Chișinău
- Cupa Moldovei (1): 2013–14
- Supercupa Moldovei (1): 2014

Sheriff Tiraspol
- Divizia Națională (1): 2011–12

Dacia Chișinău
- Divizia Națională (1): 2010–11

FK Ventspils
- Virsliga (1): 2008

## Goluri internaționale
| #  | Data             | Stadion                                       | Oponent | Scor | Rezultat | Competiție                                           |
| -- | ---------------- | --------------------------------------------- | ------- | ---- | -------- | ---------------------------------------------------- |
| 1. | 14 august 2013   | Stadionul Zimbru, Chișinău, Moldova           | Andorra | 1–1  | 1–1      | Meci amical                                          |
| 2. | 9 octombrie 2014 | Stadionul Zimbru, Chișinău, Republica Moldova | Austria | 1–1  | 1–2      | Preliminariile Campionatului European de Fotbal 2016 |

## Legături externe
- Profil pe soccerway Arhivat în 13 octombrie 2013, la Wayback Machine.
- Profil pe transfermarkt
- Profil pe national-football-teams
- Profil pe zimbru.md Arhivat în 21 octombrie 2013, la Wayback Machine.